# جيرهارد ماير (عالم)
جيرهارد ماير (بالألمانية: Gerhard Rudolf Meyer) (و. 1908 – 1977 م) هو سياسي، وعالم آثار، وأستاذ جامعي، من ألمانيا الشرقية، ولد في كريميتشوا، توفي في برلين، عن عمر يناهز 69 عاماً.

## مناصب
تولى منصب عضو في مجلس الشعب ‏.

## مناصب وهيئات
أدار جامعة هومبولت في برلين.

## جوائز
حصل على جوائز منها:
- راية العمل [الإنجليزية]‏
- ترتيب الاستحقاق الوطني الفضي
- الجائزة الوطنية لجمهورية ألمانيا الديمقراطية
- وسام نجمة صداقة الشعوب لألمانيا الشرقية [الإنجليزية]‏.

## روابط خارجية
- جيرهارد ماير على موقع مونزينجر (الألمانية)